# Clewwa
Clewwa war eine 2008 eingerichtete Suchmaschine des Bundesamtes für Verbraucherschutz und Lebensmittelsicherheit.
Der Index von Clewwa enthält nur Webseiten, die Informationen zu den Themen Lebensmittel, Kosmetik, Textilien, Tabak, Bedarfsgegenstände, Futtermittel, Pflanzenschutz, Tiergesundheit, Umwelt und Gentechnik bieten. Sie werden ohne Berücksichtigung der darin zum Ausdruck gebrachten Sichtweisen in die Suchmaschine aufgenommen. Zu den Anbietern, deren Webangebote in die Suche einbezogen sind, gehören Behörden, wissenschaftliche Einrichtungen, Wirtschaft, Umwelt- und Verbraucherverbände und Medien.
Technisch basiert die Suchmaschine auf Nutch.
Für die technische Umsetzung war das Regionale Rechenzentrum für Niedersachsen (RRZN) der Leibniz-Universität Hannover zuständig.
Aufgrund der unzureichenden Bewerbung der Suchmaschine durch das Bundesamt für Verbraucherschutz und Lebensmittelsicherheit und das Bundeslandwirtschaftsministerium konnte die Suchmaschine keine relevante Zahl von Suchanfragen erreichen und wurde in der Folge 2015 eingestellt. Während der fünfjährigen Laufzeit waren jährlich durchschnittlich rund 55.000 Suchanfragen registriert worden; insgesamt hatte das Projekt 218.000 Euro gekostet.